# Jerzy Skrzypczak (brydżysta)
Jerzy Skrzypczak (ur. 23 kwietnia 1963) – polski brydżysta, World International Master (WBF), European Master (EBL), arcymistrz międzynarodowy, odznaczony srebrną odznaką PZBS, sędzia regionalny, zawodnik drużyny RAL Poznań.

## Wyniki brydżowe

### Zawody krajowe
W rozgrywkach krajowych zdobywał następujące lokaty:
| Drużynowe mistrzostwa Polski | Drużynowe mistrzostwa Polski | Drużynowe mistrzostwa Polski |
| Sezon                        | Drużyna                      | Pozycja                      |
| ---------------------------- | ---------------------------- | ---------------------------- |
| 2009/10                      | Mrągowia SI Mrągowo          | 2                            |
| 2007/08                      | Mrągowia SI Mrągowo          | 2                            |
| 2005/06                      | Mrągowia SI Mrągowo          | 2                            |
| 2004/05                      | Chłodnia Star-Turist Olsztyn | 1                            |
| 2002/03                      | Łączność Chłodnia Olsztyn    | 3                            |
| 1997                         | Łączność Olsztyn             | 2                            |

| Mistrzostwa Polski teamów | Mistrzostwa Polski teamów | Mistrzostwa Polski teamów | Mistrzostwa Polski teamów |
| Rok                       | Typ                       | Kategoria                 | Pozycja                   |
| ------------------------- | ------------------------- | ------------------------- | ------------------------- |
| 2013                      | Otwarte                   | Open                      | 1                         |
| 2010                      | IMP                       | Open                      | 2                         |
| 2010                      | BAM                       | Open                      | 2                         |
| 2004                      | Otwarte                   | Open                      | 2                         |

| Mistrzostwa Polski par | Mistrzostwa Polski par | Mistrzostwa Polski par | Mistrzostwa Polski par |
| Rok                    | Kategoria              | Partner                | Pozycja                |
| ---------------------- | ---------------------- | ---------------------- | ---------------------- |
| 2012                   | Open                   | Bogusław Gierulski     | 1                      |
| 2010                   | Open                   | Bogusław Gierulski     | 1                      |
| 2008                   | Open                   | Bogusław Gierulski     | 1                      |
| 2006                   | Open                   | Bogusław Gierulski     | 3                      |
| 1997                   | Open IMP               | Roman Kierznowski      | 1                      |
| 1995                   | Open                   | Mirosław Cichocki      | 3                      |

### Olimpiady
Na olimpiadach uzyskał następujące rezultaty:
| Olimpiady brydżowe. Zawody teamów | Olimpiady brydżowe. Zawody teamów | Olimpiady brydżowe. Zawody teamów | Olimpiady brydżowe. Zawody teamów | Olimpiady brydżowe. Zawody teamów | Olimpiady brydżowe. Zawody teamów |
| Rok                               | Miejsce                           | Zawody                            | Kategoria                         | Drużyna                           | Pozycja                           |
| --------------------------------- | --------------------------------- | --------------------------------- | --------------------------------- | --------------------------------- | --------------------------------- |
| 2008                              | Pekin                             | 1. Olimpiada Sportów Umysłowych   | Open                              | Poland                            | 5                                 |

### Zawody światowe
W światowych zawodach zdobył następujące lokaty:
| Mistrzostwa Świata. Konkurencja teamów | Mistrzostwa Świata. Konkurencja teamów | Mistrzostwa Świata. Konkurencja teamów | Mistrzostwa Świata. Konkurencja teamów | Mistrzostwa Świata. Konkurencja teamów | Mistrzostwa Świata. Konkurencja teamów |
| Rok                                    | Miejsce                                | Zawody                                 | Kategoria                              | Drużyna                                | Pozycja                                |
| -------------------------------------- | -------------------------------------- | -------------------------------------- | -------------------------------------- | -------------------------------------- | -------------------------------------- |
| 2011                                   | Veldhoven                              | 40. Mistrzostwa Świata Teamów          | Trans                                  | Siwik Mrągowo                          | 72                                     |
| 2010                                   | Filadelfia                             | 13. Seria Mistrzostw Świata            | Open                                   | Siwik BT                               | 65                                     |
| 2007                                   | Szanghaj                               | 38. Mistrzostwa Świata Teamów          | Open                                   | Poland                                 | 12                                     |
| 2007                                   | Szanghaj                               | 38. Mistrzostwa Świata Teamów          | Trans                                  | Burgay                                 | 5                                      |
| 2006                                   | Werona                                 | 12. Mistrzostwa Świata                 | Open                                   | Mrągowia SI                            | 83                                     |
| 2002                                   | Montreal                               | 11. Mistrzostwa Świata                 | Open                                   | Olanski                                | 9                                      |
| 2001                                   | Paryż                                  | 35. Mistrzostwa Świata Teamów          | Trans                                  | Cichocki                               | 16                                     |

| Mistrzostwa Świata. Konkurencja par | Mistrzostwa Świata. Konkurencja par | Mistrzostwa Świata. Konkurencja par | Mistrzostwa Świata. Konkurencja par | Mistrzostwa Świata. Konkurencja par | Mistrzostwa Świata. Konkurencja par |
| Rok                                 | Miejsce                             | Zawody                              | Kategoria                           | Partner                             | Pozycja                             |
| ----------------------------------- | ----------------------------------- | ----------------------------------- | ----------------------------------- | ----------------------------------- | ----------------------------------- |
| 2010                                | Filadelfia                          | 13. Mistrzostwa Świata              | Open IMP                            | Bogusław Gierulski                  | 18                                  |
| 2010                                | Filadelfia                          | 13. Mistrzostwa Świata              | Open                                | Bogusław Gierulski                  | 89                                  |
| 2006                                | Werona                              | 12. Mistrzostwa Świata              | Open                                | Bogusław Gierulski                  | 22                                  |
| 2002                                | Montreal                            | 11. Mistrzostwa Świata              | Open                                | Bogusław Gierulski                  | 42                                  |

### Zawody europejskie
W europejskich zawodach zdobył następujące lokaty:
| Zawody europejskie. Konkurencja teamów | Zawody europejskie. Konkurencja teamów | Zawody europejskie. Konkurencja teamów | Zawody europejskie. Konkurencja teamów | Zawody europejskie. Konkurencja teamów | Zawody europejskie. Konkurencja teamów |
| Rok                                    | Miejsce                                | Zawody                                 | Kategoria                              | Drużyna                                | Pozycja                                |
| -------------------------------------- | -------------------------------------- | -------------------------------------- | -------------------------------------- | -------------------------------------- | -------------------------------------- |
| 2009                                   | San Remo                               | 4. Otwarte Mistrzostwa Europy          | Open                                   | Mrągowia SI                            | 52                                     |
| 2008                                   | Pau                                    | 49. Mistrzostwa Europy Teamów          | Open                                   | Poland                                 | 14                                     |
| 2007                                   | Antalya                                | 3. Otwarte Mistrzostwa Europy          | Open                                   | Poland                                 | 5                                      |
| 2006                                   | Rzym                                   | 5. Puchar Europy                       | Open                                   | Mrągowia SI - Poland                   | 6                                      |
| 2006                                   | Warszawa                               | 48. Mistrzostwa Europy Teamów          | Open                                   | Poland                                 | 6                                      |
| 2005                                   | Bruksela                               | 4. Puchar Europy Teamów                | Open                                   | Csto-Poland                            | 7                                      |
| 2003                                   | Mentona                                | 1. Otwarte Mistrzostwa Europy          | Open                                   | Cichocki                               | 17                                     |

| Zawody europejskie. Konkurencja par | Zawody europejskie. Konkurencja par | Zawody europejskie. Konkurencja par | Zawody europejskie. Konkurencja par | Zawody europejskie. Konkurencja par | Zawody europejskie. Konkurencja par |
| Rok                                 | Miejsce                             | Zawody                              | Kategoria                           | Partner                             | Pozycja                             |
| ----------------------------------- | ----------------------------------- | ----------------------------------- | ----------------------------------- | ----------------------------------- | ----------------------------------- |
| 2013                                | Ostenda                             | 6. Otwarte Mistrzostwa Europy       | Open                                | Bogusław Gierulski                  | 170                                 |
| 2009                                | San Remo                            | 4. Otwarte Mistrzostwa Europy       | Open                                | Bogusław Gierulski                  | 79                                  |
| 2007                                | Antalya                             | 3. Otwarte Mistrzostwa Europy       | Open                                | Bogusław Gierulski                  | 15                                  |
| 2003                                | Mentona                             | 1. Otwarte Mistrzostwa Europy       | Open                                | Bogusław Gierulski                  | 87                                  |
| 2001                                | Sorrento                            | 11. Mistrzostwa Europy Par          | Open                                | Krzysztof Łukaszewicz               | 17                                  |
| 1999                                | Warszawa                            | 10. Mistrzostwa Europy Par          | Open                                | Mirosław Cichocki                   | 77                                  |
| 1997                                | Haga                                | 9. Mistrzostwa Europy Par           | Open                                | Mirosław Cichocki                   | 113                                 |
| 1995                                | Rzym                                | 8. Mistrzostwa Europy Par           | Open                                | Mirosław Cichocki                   | 118                                 |

## Inne zawody
W innych zawodach teamów zdobył następujące lokaty:
| Inne zawody. Konkurencja teamów | Inne zawody. Konkurencja teamów | Inne zawody. Konkurencja teamów                        | Inne zawody. Konkurencja teamów | Inne zawody. Konkurencja teamów | Inne zawody. Konkurencja teamów |
| Rok                             | Miejsce                         | Zawody                                                 | Kategoria                       | Drużyna                         | Pozycja                         |
| ------------------------------- | ------------------------------- | ------------------------------------------------------ | ------------------------------- | ------------------------------- | ------------------------------- |
| 2008                            | Detroit                         | Spring Championships – Vanderbild Knockout Teams, 2008 | Open                            | Team Poland                     | 1                               |

## Klasyfikacja
- Jerzy Skrzypczak – klasyfikacja PZBS
- Jerzy Skrzypczak – klasyfikacja EBL (ang.)
- Jerzy Skrzypczak – klasyfikacja WBF (ang.)